# Rodriguezia sucrei
Rodriguezia sucrei är en orkidéart som beskrevs av Pedro Ivo Soares Braga. Rodriguezia sucrei ingår i släktet Rodriguezia och familjen orkidéer. Inga underarter finns listade i Catalogue of Life.